# Kesabpur
Kesabpur é uma vila no distrito de Haora, no estado indiano de Bengala Ocidental.

## Geografia
Kesabpur está localizada a 22° 58′ N, 88° 16′ L. Tem uma altitude média de 13 metros (42 pés).

## Demografia
Segundo o censo de 2001, Kesabpur tinha uma população de 10 356 habitantes. Os indivíduos do sexo masculino constituem 51% da população e os do sexo feminino 49%. Kesabpur tem uma taxa de literacia de 66%, superior à média nacional de 59,5%: a literacia no sexo masculino é de 71% e no sexo feminino é de 61%. Em Kesabpur, 13% da população está abaixo dos 6 anos de idade.